# Trifluoressigsäureanhydrid
Trifluoressigsäureanhydrid ist eine niedrig siedende, stechend riechende und farblose Flüssigkeit. Trifluoressigsäureanhydrid ist das Anhydrid der Trifluoressigsäure und wird als Reagenz zur Synthese und zum Derivatisieren in der Analytik eingesetzt.

## Darstellung
TFAA kann durch Dehydratisierung von Trifluoressigsäure mit Phosphorpentoxid hergestellt werden. Für eine großtechnische Darstellung ist dieses Verfahren jedoch zu ineffizient.

## Verwendung
TFAA kann als Anhydrid zur Darstellung von Estern und Amiden der Trifluoressigsäure benutzt werden. Es stellt somit ein Reagenz zur Einführung der in der pharmazeutischen Chemie wichtigen Trifluoracetylgruppe dar.
In der Analytik wird TFAA als Derivatisierungsreagenz benutzt, um Analyten unter gaschromatographischen Bedingungen zu stabilisieren bzw. deren Flüchtigkeit zu erhöhen.

## Sicherheitshinweise
TFAA ist eine stark hygroskopische Flüssigkeit, woraus durch Hydrolyse die stark korrosiv und ätzend wirkende Trifluoressigsäure gebildet wird. Die Metallfässer zur Aufbewahrung sind deshalb mit einer Schicht Polyethylen ausgekleidet.